# Resolutie 170 Veiligheidsraad Verenigde Naties
Resolutie 170 van de Veiligheidsraad van de Verenigde Naties was de laatste resolutie die door de VN-Veiligheidsraad werd aangenomen in
1961. Dat gebeurde met unanimiteit van stemmen.

## Inhoud
De Veiligheidsraad had de aanvraag van Tanganyika voor VN-lidmaatschap bestudeerd, en beval de Algemene Vergadering aan om Tanganyika toe te laten tot de Verenigde Naties.

## Verwante resoluties
- Resolutie 166 Veiligheidsraad Verenigde Naties (Mongolië)
- Resolutie 167 Veiligheidsraad Verenigde Naties (Mauritanië)
- Resolutie 172 Veiligheidsraad Verenigde Naties (Rwanda)
- Resolutie 173 Veiligheidsraad Verenigde Naties (Burundi)

Lijst ·  161 ·  162 ·  163 ·  164 ·  165 ·  166 ·  167 ·  168 ·  169 ·  170